# Macrocentrus aegeriae
Macrocentrus aegeriae är en stekelart som beskrevs av Sievert Allen Rohwer 1915. Macrocentrus aegeriae ingår i släktet Macrocentrus och familjen bracksteklar. Inga underarter finns listade i Catalogue of Life.